# 阿格内塞·阿博尔季尼亚
阿格内塞·阿博尔季尼亚（1996年2月7日—），拉脱维亚女子高山滑雪运动员，生于首都里加。她曾参加在施拉德明2013年世界高山滑雪錦標賽和索契2014年冬季奥林匹克运动会。索契冬奥会上她参加的项目有大曲道、曲道和超大曲道。